# El Vocero
El Vocero de Puerto Rico es el periódico líder en lectoría y circulación de lunes a viernes en Puerto Rico. Se publica diariamente en San Juan, y se distribuye  gratuitamente a través de toda la isla. Comenzó su publicación en el 1974, convirtiéndose en el tercero de los cuatro periódicos más grandes de Puerto Rico, detrás de El Mundo y El Nuevo Día, y por encima de El Reportero y The San Juan Star en ventas. Con la desaparición temporera de «El Mundo» a finales de los años 80, «El Vocero» adquirió aún más prominencia, ocupando el lugar del segundo periódico más grande del país. Del 1985 al 2013 los dueños de «El Vocero» fueron Caribbean International News Corp. compuesto por Elliot Stein, I. Martin Pompadur y The Henry Crown Co, luego de que el señor Gaspar Roca lo vendiera a este grupo de inversionistas.

## Inicios
En sus comienzos, «El Vocero» se caracterizaba por ser un tabloide sensacionalista que dramatizaba todas las noticias violentas. Sin embargo, a principios de los años 2000, el periódico cambió su rumbo, convirtiéndose en uno de línea más general, añadiendo una cobertura más amplia de temas de entretenimiento, así como de negocios y el acontecer político más relevante, como lo fue la situación en la isla de Vieques. Además, junto a sus noticias regulares, creó secciones especiales de negocios, entretenimiento, deportes y viajes.
El 8 de abril de 2007, Gaspar Roca, fundador y editor en jefe del periódico, falleció a consecuencia de un paro respiratorio. Fue entonces nombrado al mando su hijo, Miguel Roca.  A partir de enero de 2011, fue sustituido por un abogado de la construcción con sede en San Juan llamado Peter Miller. Debido a dificultades financieras, en diciembre del 2013, el periódico se radica en quiebra (capítulo 7) y es en este momento en que un grupo de empresarios locales rescata a «El Vocero» de su inminente desaparición. Su nuevo dueño y editor es Publi-Inversiones.

## Primer periódico gratuito
El 31 de julio de 2012, «El Vocero» cambió su formato, convirtiéndose en el primer periódico gratuito de circulación diaria en Puerto Rico. Luego, otros periódicos diarios seguirían sus pasos, entre ellos un nuevo periódico en el mercado de  dueños suecos, Metro, así como otro que lanzara el grupo GFR Media, Índice. El Vocero fue bien recibido por los lectores y su circulación fue en aumento.
Tan pronto El Vocero comenzó a distribuirse de forma gratuita, se inició una guerra entre los periódicos del país. Primeramente, el San Juan Star Daily, distribuido por los competidores de El Vocero, GFR Media, acusó a «El Vocero» de recibir financiamiento de parte del gobierno. Simultáneamente, otro periódico de GFR Media, Primera Hora, lanzó una campaña en los medios titulada "El Que No Tiene La Voz del Pueblo No Vale Na" dirigida directamente a El Vocero. Sin embargo, unos meses más tarde, GFR Media lanzó su propio periódico gratuito, Índice. En octubre de 2012, el periódico principal de GFR media, El Nuevo Día, publicó una investigación en la cual alegaba que El Vocero estaba siendo financiado por el gobierno. A la misma vez, El Vocero publicó su propia serie de artículos demostrando cómo la familia Ferré había utilizado sus lazos con el gobierno para obtener el financiamiento de sus empresas propias.

## Controversial financiamiento gubernamental
Debido a que el periódico recibió fondos gubernamentales durante los años 2009 al 2013, época en que el Partido Nuevo Progresista estuvo en poder del gobierno central, el mismo fue tildado como un vehículo de propaganda para dicho Partido. Según una investigación realizada por El Nuevo Día, competidor principal de «El Vocero», la compañía había recibido sobre $24.9 millones, aun teniendo una deuda sobresaliente de $21,141,200 en impuestos. El editor en jefe de «El Vocero» respondió a estas alegaciones estableciendo que ni el periódico, ni su empresa matriz había recibido a través de ningún medio, ayuda alguna por parte del gobierno y calificó las alegaciones de El Nuevo Día como parte de una serie de ataques a raíz del reciente éxito de «El Vocero» al convertirse en una publicación gratuita.

## Un nuevo El Vocero desde 2013
En el 2013, un grupo de empresarios de Puerto Rico adquirió los derechos para el nombre y publicación del diario y asumió la tarea de mantener la publicación viva.  El primero de diciembre de ese mismo año, se celebró el relanzamiento del periódico basado en una nueva filosofía editorial y un renovado diseño.
Actualmente se publica en edición impresa en San Juan, de lunes a viernes, y se distribuye de forma completamente gratuita en sobre 4,500 establecimientos comerciales y en 100 intersecciones de calles y avenidas a través de los 78 municipios en toda la Isla, incluyendo Vieques y Culebra. Junto a su versión impresa disponible los cinco días de la semana, «El Vocero» brinda una versión digital cada día, incluyendo sábados. Eliminado domingos  
De acuerdo a Gaither International, una compañía independiente de estudios de mercadeo, y su análisis MBP de lectores de 18 años en adelante, «El Vocero» es el periódico de mayor lectoría en Puerto Rico, de lunes a viernes con una dominancia sólida y consistente. El Vocero de Puerto Rico ha mantenido su dominio en la industria noticiosa del país produciendo el periódico de mayor circulación en la Isla, con sobre 170 mil ediciones impresas según auditado por Certified Audit Circulation (CAC).Además, hay sobre 112,000 suscriptores digitales que reciben el periódico cada mañana a través de su correo electrónico.
Desde 2013, El Vocero, manejado por Publi-Inversiones Puerto Rico, experimentó un cambio dramático en su dirección editorial al asegurarse de que experimentados directivos y periodistas objetivos cubrieran el acontecer diario de una forma clara y precisa dando oportunidad a las diferentes partes a expresarse sin que se afecte la verdad.
«El Vocero» ha solidificado su política editorial con honestidad y responsabilidad y ha fortalecido su compromiso con el bienestar de la familia puertorriqueña. Mediante sus investigaciones periodísticas, los cuales han puesto al descubierto acciones impropias y esquemas de fraude, la publicación se ha caracterizado por su rol fiscalizador del gobierno y las finanzas públicas. Por ejemplo, su investigación del “Cartel del Petróleo” reveló como miembros de la Autoridad de Energía Eléctrica de Puerto Rico estuvieron por más de una década tomando ventaja de la industria del combustible para enriquecerse mediante comisiones y sobornos.
En el año 2018, sus reportajes provocaron la destitución de funcionarios de alto rango del gobierno por acciones indebidas. 
El periódico es operado por un competente equipo de periodistas con vasta experiencia en política, ley y orden, gobierno, economía, deportes, entretenimiento, gastronomía, viajes y mucho más, haciendo de El Vocero una publicación con una cobertura completa y objetiva del quehacer noticioso de la Isla.  
Actualmente stá disponible gratuitamente para los lectores a través de su versión impresa y su réplica digital, en su página en la red, su app móvil y en las redes sociales. Además, del periódico diario se desprende la producción y publicación de tres revistas. Zona, dirigida a hombres y Mírame Siempre, que cubre eventos sociales, moda y temas filantrópicos están disponibles a un costo de $2.50. Bienestar Total, dedicado a la salud y estilos de vida, se distribuye gratis de forma trimestral en oficinas médicas, hospitales, gimnasios y otros lugares de interés.  
El modelo de negocios de Publi-Inversiones ha sido reconocido por la competencia cuando el pasado año 2017 decidieron cambiar uno de sus periódicos a gratuito y aumentar su circulación sin lograr alcanzar la de El Vocero.
Las oficinas centrales de El Vocero están localizadas en la Avenida Ponce de León 1064, San Juan, Puerto Rico.